# Barranc de l'Espona (Puigmaçana)
|  | Per a altres significats, vegeu «Barranc de l'Espona». |

El Barranc de l'Espona és un curs d'aigua a cavall dels termes municipals de Castell de Mur, dins de l'antic terme de Mur, i de Tremp, dins de l'antic terme de Palau de Noguera, i dins de l'antic enclavament de Puigcercós.
Es forma al sud del poble de Puigmaçana, en terme de Castell de Mur (antic terme de Mur, i discorre sempre pel termenal entre Castell de Mur i Tremp (antic terme de Palau de Noguera, en el seu enclavament de Puigcercós).
Des d'aquell lloc davalla cap al sud-est, rep per la dreta el barranc de Lloriguer, i al cap d'un tros, també per la dreta, del barranc de Sant Gregori, en el qual, precisament, s'han integrat les aigües del barranc de l'Espona I. Cap al final del seu recorregut travessa la línia del ferrocarril de la Línia Lleida - la Pobla de Segur, i poc després, sota el Pont de l'Espona, la carretera C-13. En aquest lloc és on es troba la Casa de l'Espona. S'aboca en un braç de la Noguera Pallaresa, en un lloc on fa una illa a la cua del pantà dels Terradets.